# 4 Korpus Strzelecki (ZSRR)
4 Korpus Strzelecki (ros. 4-й стрелковый корпус)  – wyższy związek taktyczny Armii Czerwonej.
Sformowany został w 1922 roku. W 1939 roku wchodził w skład 3 Armii i wraz z wojskami III Rzeszy i Słowacji brał udział w ataku na Polskę. W 1941 roku, w czasie niemieckiego ataku na Związek Radziecki korpusem dowodził gen. mjr Jewgienij Jegorow. 4 KS został zniszczony w rejonie Białegostoku, a formalnie został rozwiązany 1 września 1941 roku.
Ponowne utworzenie 4 KS miało miejsce w 1942 roku. Wchodził w skład m.in. 7 Armia i 32 Armii (od 1.12.1944). Rozformowany został w 1946 roku.

## Dowództwo korpusu
Dowódcy:
- kombrig Iwan Dawidowski[3]
- gen. mjr Jewgienij Jegorow[2]

Szefowie sztabu:
- płk Piotr Czyżyk[3]

## Struktura organizacyjna
Skład w 1939 roku:
jednostki korpuśne oraz
- 27 Dywizja Strzelecka
- 50 Dywizja Strzelecka

Skład 22 czerwca 1941 roku:
- 27 Dywizja Strzelecka
- 56 Dywizja Strzelecka
- 85 Dywizja Strzelecka